# Baitarani
Baitarani är en flod i Indien, med utlopp i Bengaliska viken i delstaten Orissa. Dess källa finns i Guptagangabergen, Orissa, omkring 900 meter över havet. Floden, som är en av sex större floder i Orissa, används av jordbrukarna i området för bevattning av åkrar. Ett problem för de boende i närheten av floden är de årligen återkommande översvämningarna.